# 黒川幹太郎
黒川 幹太郎（くろかわ かんたろう、1872年9月1日（明治5年7月29日）- 1930年（昭和5年）10月27日）は、明治から昭和期の農林技官、政治家、華族。貴族院男爵議員。

## 略歴
陸軍省出仕・黒川通軌の長男として生まれる。父の死去に伴い、1903年（明治36年）3月28日に男爵を襲爵した。
1899年（明治32年）東京帝国大学農科大学林学科実科を卒業した。1902年（明治35年）営林技手に就任。その後、帝室林野管理局技師、同東京支局東京出張所長などを務めた。
1918年（大正7年）7月10日、貴族院男爵議員に選出され、公正会に所属して活動し死去するまで2期在任した。

## 栄典
- 1927年（昭和2年）6月1日 - 従三位[9]

## 親族
- 妻：カツヤ（琴陵宥常三女、1891年9月結婚）[1][4]
- 養子：秀雄（1910-1937、男爵、陸軍歩兵中尉、黒川通幸長男、死後襲爵手続きを行わなかった）[1]